# Membra Jesu Nostri
Membra Jesu Nostri (latin for "Vores Jesus' lemmer"), BuxWV 75, er et værk af barok-komponisten Diderik Hansen Buxtehude. Værket består af 7 kantater, som hver henvender sig til en del af Jesus Kristus' korsfæstede legeme, nedefra og op. Det kaldes det første lutheranske oratorium, eller et af de første. Lyrikken kommer fra Salve Mundi Salutare, et langt digt fra middelalderen i syv kapitler, hvis forfatter endnu er ukendt.

## Inddeling

### Ad pedes (om fødderne)
1. Sonate
Kor (SSATB)
Ecce super montes
pedes evangelizantis
et annunciantis pacem
2. Aria (S)
Salve mundi salutare,
salve Jesu care!
Cruci tuae me aptare
vellem vere, tu scis quare,
da mihi tui copiam
3. Aria (S)
Clavos pedum, plagas duras,
et tam graves impressuras
circumplector cum affectu,
tuo pavens in aspectu,
tuorum memor vulnerum
4. Ritornello
5. Aria (B)
Dulcis Jesu, pie deus,
Ad te clamo licet reus,
praebe mihi te benignum,
ne repellas me indignum
de tuis sanctis pedibus
6. Ritornello
7. Da capo (ecce super montes...)

### Ad genua (om knæene)
1. Sonate
2. Kor (SSATB)
Ad ubera portabimini,
et super genua blandientur vobis
3. Aria (T)
Salve Jesu, rex sanctorum,
spes votiva peccatorum,
crucis ligno tanquam reus,
pendens homoverus deus,
caducis nutans genibus
4. Ritornello
5. Aria (A)
Quid sum tibi responsurus,
actu vilis corde durus?
Quid rependam amatori,
qui elegit pro me mori,
ne dupla morte morerer
6. Ritornello
7. Aria (SSB)
Ut te quaeram mente pura,
sit haec mea prima cura,
non est labor et gravabor,
sed sanabor et mundabor,
cum te complexus fuero
8. Ritornello
9. Da capo (ad ubera...)

### Ad manus (om hænderne)
1. Sonate
2. Kor (SSABT)
Quid sunt plagae istae
in medio manuum tuarum?
3. Aria (S)
Salve Jesu, pastor bone,
fatigatus in agone,
qui per lignum es distractus
et ad lignum es compactus
expansis sanctis manibus
4. Aria (S)
Manus sanctae, vos amplector,
et gemendo condelector,
grates ago plagis tantis,
clavis duris guttis sanctis
dans lacrymas cum osculis
5. Ritornello
6. Aria (SBT)
In cruore tuo lotum
me commendo tibi totum,
tuae sanctae manus istae
me defendant, Jesu Christe,
extremis in periculis
7. Ritornello
8. Da capo (quid sunt plagae...)

### Ad latus (om siden)
1. Sonate
2. Kor (SSATB)
Surge, amica mea,
speciosa mea, et veni,
columba mea inforaminibus petrae,
in caverna maceriae
3. Aria (S)
Salve latus salvatoris,
in quo latet mel dulcoris,
in quo patet vis amoris,
ex quo scatet fons cruoris,
qui corda lavat sordida
4. Ritornello
5. Aria (ATB)
Ecce tibi appropinquo,
parce, Jesu, si delinquo,
verecunda quidem fronte,
ad te tamen veni sponte
scrutari tua vulnera
6. Ritornello
7. Aria (S)
Hora mortis meus flatus
intret Jesu, tuum latus,
hinc expirans in te vadat,
ne hunc leo trux invadat,
sed apud te permaneat
8. Ritornello
9. Da capo (surge amica mea...)

### Ad pectus (om brystet)
1. Sonate
2. Aria (ATB)
Sicut modo geniti infantes rationabiles,
et sine dolo concupiscite,
ut in eo crescatis in salutem.
Si tamen gustatis, quoniam dulcis est Dominus.
3. Aria (A)
Salve, salus mea, deus,
Jesu dulcis, amor meus,
salve, pectus reverendum,
cum tremore contingendum,
amoris domicilium
4. Ritornello
5. Aria (T)
Pectus mihi confer mundum,
ardens, pium, gemebundum,
voluntatem abnegatam,
tibi semper conformatam,
juncta virtutum copia
6. Ritornello
7. Aria (B)
Ave, verum templum dei,
precor miserere mei,
tu totius arca boni,
fac electis me apponi,
vasdives deus omnium
8. Da capo (sicut modo geniti...)

### Ad cor (om hjertet)
1. Sonate (Adagio – allegro)
2. Aria (SSB)
Vulnerasti cor meum,
soror mea, sponsa,
vulnerasti cor meum.
3. Aria (S)
Summi regis cor, aveto,
te saluto corde laeto,
te complecti me delectat
et hoc meum cor affectat,
ut ad te loquar, animes
4. Ritornello
5. Aria' (S)
Per medullam cordis mei,
peccatoris atque rei,
tuus amor transferatur,
quo cor tuum rapiatur
languens amoris vulnere
6. Ritornello
7. Aria (B)
Viva cordis voce clamo,
dulce cor, te namque amo,
ad cor meum inclinare,
ut se possit applicare
devoto tibi pectore
8. Ritornello
9. Aria (SSB)
Vulnerasti cor meum,
soror mea, sponsa,
vulnerasti cor meum.

### Ad faciem (om ansigtet)
1. Sonate
2. Kor (SSATB)
Illustra faciem tuam super servum tuum,
salvum me fac in misericordia tua
3. Aria (ATB)
Salve, caput cruentatum,
totum spinis coronatum,
conquassatum, vulneratum,
arundine verberatum
facie sputis illita
4. Ritornello
5. Aria (A)
Dum me mori est necesse,
noli mihi tunc deesse,
in tremenda mortis hora
veni, Jesu, absque mora,
tuere me et libera
6. Ritornello
7. Aria (SSATB)
Cum me jubes emigrare,
Jesu care, tunc appare,
o amator amplectende,
temet ipsum tunc ostende
incruce salutifera.
8. Ritornello
9. Kor (SSATB)
Amen